# تپه‌کوی (حمام‌اوزو)
تپه‌کوی (به ترکی استانبولی: Tepeköy) یک منطقهٔ مسکونی در ترکیه است که در حمام‌اوزو واقع شده‌است.